# Halbmondtaube

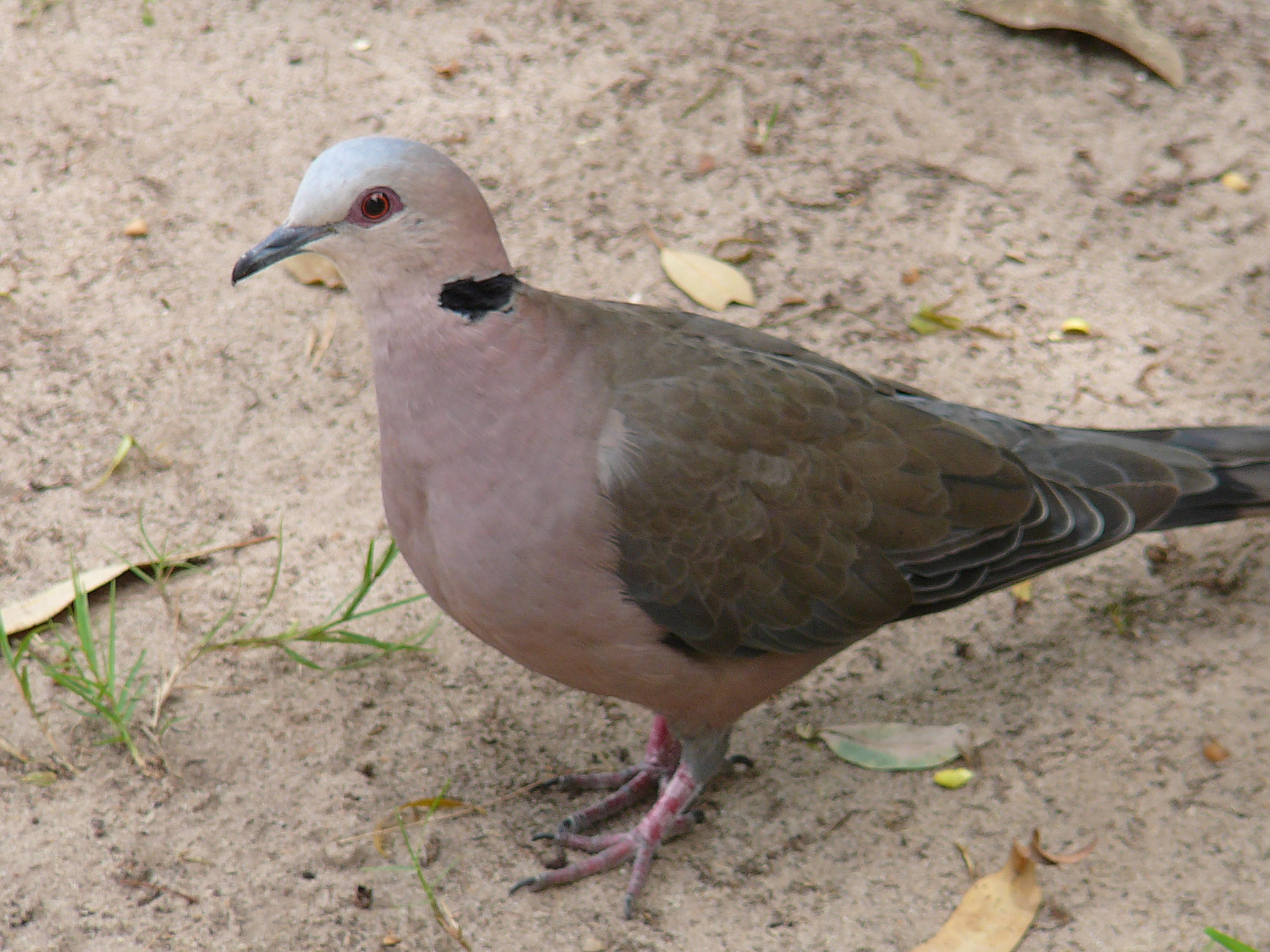
Halbmondtaube

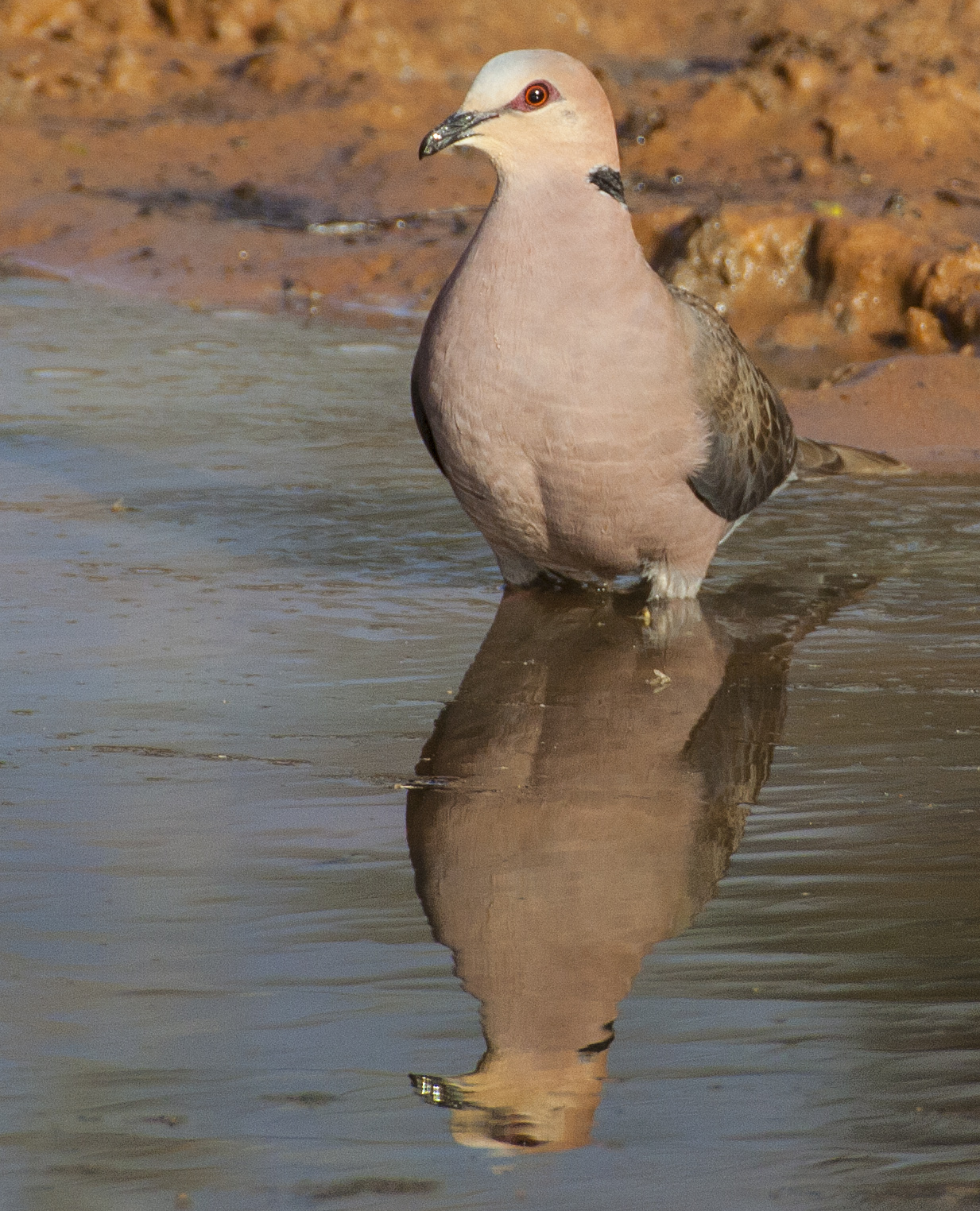
Halbmondtaube

Die Halbmondtaube (Streptopelia semitorquata), auch Rotaugentaube genannt, ist eine Art der Taubenvögel, die zu den Turteltauben gerechnet wird. Sie ist in Afrika weit verbreitet.

## Erscheinungsbild
Die Halbmondtaube erreicht eine Körperlänge von 30 Zentimetern. Sie ist damit etwas größer als die Lachtaube und die größte Turteltaubenart Afrikas. Der Kopf ist blaugrau, der Vorderkopf ist etwas aufgehellt. Der Mantel und der Rücken sind dunkel graubraun. Die Handschwingen sind dunkel. Die äußeren Flügeldecken sind dunkel schieferblau. Das schwarze Nackenband ist von silbergrauen Säumen eingefasst. Die Brust und der Bauch sind kräftig rotbraun. Der Schnabel ist schwarz. Die Iris ist dunkelorange.
Jungvögel haben eine insgesamt mattere Färbung. Ihnen fehlt außerdem der schwarze Halsring, der erst nach der Jugendvollmauser zu sehen ist.

## Verbreitung und Lebensraum
Die Halbmondtaube kommt in drei Unterarten in Afrika vor. Die Nominatform ist im östlichen Afrika vom Sudan bis in den Norden Äthiopiens, dem Zentralgebiet von Kenia, Uganda, dem Osten des Kongo, Tansania bis Transvaal und Natal verbreitet. Sie kommt außerdem im Jemen vor. Die Unterart S. s. minor besiedelt den Süden von Somalia und das Küstengebiet Kenias. Die Unterart S. s. erythrophrys lebt im Westen Afrikas und besiedelt hier den Senegal bis nach Angola.
Ihr Lebensraum sind bewaldete Gebiete. Sie besiedelt meist solche Lebensräume, die größere Oberflächengewässer in Form von Flussläufen oder Seen aufweisen. In locker mit Bäumen bestandenen Lebensräumen kommt sie gleichfalls vor, ist hier jedoch vergleichsweise selten.

## Verhalten
Wie alle Turteltauben findet die Halbmondtaube ihre Nahrung überwiegend am Boden. Sie hält sich jedoch häufiger als andere Turteltauben in Bäumen auf. Sie frisst Sämereien, Getreide, Erdnüsse und Beeren. 
Ihr Nest errichtet sie gewöhnlich in einem Baum oder einem Gebüsch. Das Gelege besteht aus zwei Eiern. 

## Haltung in menschlicher Obhut
Halbmondtauben wurden erstmals 1844 im Zoo von Amsterdam gezeigt. Es sind unverträgliche Volierenvögel, die nur paarweise gehalten werden können. Außerhalb der Fortpflanzungszeit kann das Männchen auch Aggressionen gegenüber dem Weibchen zeigen. Sie sind sehr robuste Vögel und können trotz ihrer afrikanischen Herkunft in Mitteleuropa in einem unbeheizten Schutzraum überwintert werden.

## Belege